# آمپاسیمادینیکا
آمپاسیمادینیکا (به لاتین: Ampasimadinika) یک منطقهٔ مسکونی در ماداگاسکار است که در توآماسینا دوم واقع شده‌است. آمپاسیمادینیکا ۴٬۸۹۰ نفر جمعیت دارد.